# Kastoreum

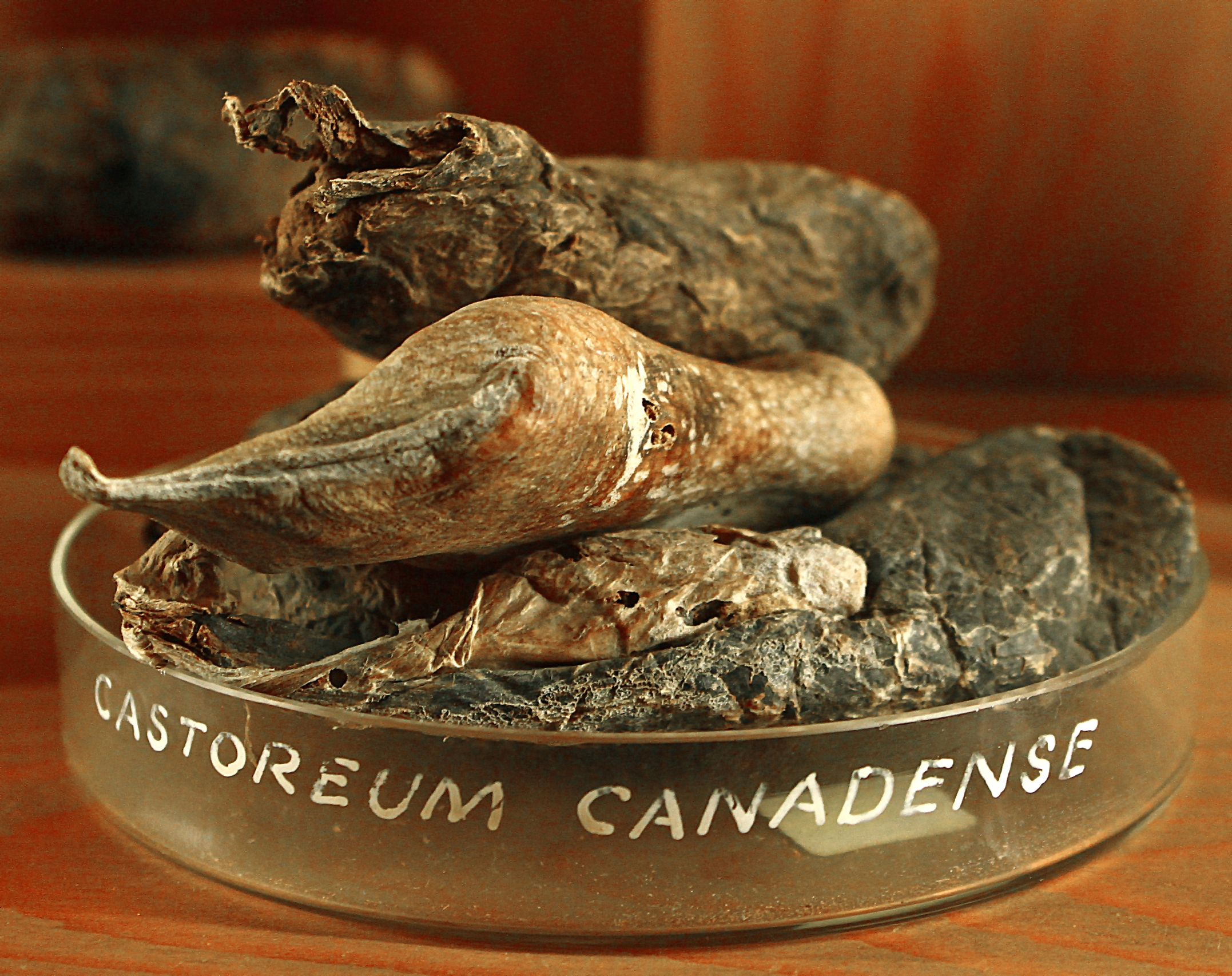

Kastoreum je výměšek análních pachových žláz, kterým si bobr evropský a bobr kanadský značkují své teritorium. Kastoreum má výraznou vůni, připomínající vanilku nebo maliny. Používá se k výrobě parfémů, osvěžovačů vzduchu, cukrovinek nebo k ochucení cigaret. Bylo součástí legendárního univerzálního protijedu zvaného mithridate, doporučovalo se jako analgetikum, antipyretikum a abortivum. Obsahuje pyrokatechol. Vzhledem k opatřením na ochranu bobrů je kastoreum dosti vzácné a vytlačují ho syntetické náhražky.